# 安永佳
安永佳（英語：Matthew Elliot Wing Kai Chin Orr，缩写作，1997年1月1日—），香港新西蘭混血兒，成長於香港，香港足球運動員，司職前鋒，現時效力中國足球超級聯賽球會深圳新鵬城。

## 球員生涯
安永佳成長於香港，中學就讀加拿大國際學校，並在傑志青年軍效力多年，直至2015年遠赴美國留學並入讀IMG Academy。一年後進入舊金山大學並出戰美國大學聯賽。安永佳在當地聯賽的大部分時間都是擔任左後衛，他在首季16場比賽中有15次正選並取得一個入球，而其上陣時間更是全隊的第三高。在第二季安永佳持續有好表現，一共出場17次並取得2個入球。而在第三季安永佳錄得9次的上陣機會並取得1個入球和1個助攻。而作為傑志青年軍曾經的一員，安永佳在學校假期亦會回港跟隨傑志一隊操練。
在2019年，安永佳轉至另一家美國大學雪城大學就讀，並繼續代表學校參與美國大學聯賽，一共出賽16場。
2019年12月27日，在大學畢業後，安永佳正式宣佈回歸香港，加盟傑志，並開展他的職業球員生涯。
2020年10月25日，傑志迎戰標準流浪的菁英盃分組賽，安永佳再次為傑志出任中鋒，並完成職業生涯首個「帽子戲法」，助球隊大勝3球。 安永佳亦憑此仗的帽子戲法，暫列2020-21香港超級聯賽射手榜第一名。隨著丹恩奴域的加盟，球季中後期安永佳大都是為傑志出任翼鋒。
2022年8月26日，安永佳加盟广西平果哈嘹足球俱乐部。
2023年安永佳單季攻入15球，協助廣西平果哈嘹以第4位完成聯賽，當選中甲年度最佳球員。

## 國際賽生涯
安永佳曾入選香港多個級別青年代表，而擁有新西蘭護照的他也曾跟隨新西蘭U17操練以備戰U17世界杯。安永佳在2018年也獲召回港集訓備戰亞運，但一開始只列為候補球員。其後因隊友林樂勤受傷退隊而獲得補選，並能如願出戰亞運足球賽，助港隊晉級16強。
2019年安永佳獲選入省港盃決選名單，雖然他在次回合69分鐘因推撞對手而被罰紅牌離場，但港隊也憑他在22分鐘的入球以4-0大勝廣東隊，奪得冠軍。
2021年5月17日，香港足總公佈出戰六月在巴林舉行的2022世界盃亞洲區第2階段C組的25人香港足球代表隊球員名單，安永佳首度成為大港腳。
2021年6月3日，安永佳於世界盃外圍賽對伊朗首次替港隊出戰，並頂入一球。
2023年9月，安永佳以超齡球員身份入選香港隊出戰亞運會的決選名單。10月1日，在对阵伊朗队的比赛中助攻潘沛轩打进全场唯一进球，帮助香港队历史上首次进入亚运会男足四强。
2023年12月，安永佳入選香港隊出戰亞洲盃的決選名單。
2025年7月，安永佳獲香港隊徵召出戰2025年東亞足球錦標賽。他对阵日本队的比赛中頂入一球。

## 職業生涯數據 (香港)
最後更新：2022年5月1日
| 球會表現     | 球會表現     | 聯賽         | 港超聯 | 港超聯 | 季後附加賽 | 季後附加賽 | 高級組銀牌 | 高級組銀牌 | 聯賽盃 | 聯賽盃 | 足總盃 | 足總盃 | 菁英盃 | 菁英盃 | 亞冠盃 | 亞冠盃 | 亞協盃 | 亞協盃 | 總計 | 總計 |
| 球會表現     | 球會表現     | 聯賽         | 上陣   | 入球   | 上陣       | 入球       | 上陣       | 入球       | 上陣   | 入球   | 上陣   | 入球   | 上陣   | 入球   | 上陣   | 入球   | 上陣   | 入球   | 上陣 | 入球 |
| ------------ | ------------ | ------------ | ------ | ------ | ---------- | ---------- | ---------- | ---------- | ------ | ------ | ------ | ------ | ------ | ------ | ------ | ------ | ------ | ------ | ---- | ---- |
| 2019－20     | 傑志         | 港超聯       | 3      | 0      | 0          | 0          | 0          | 0          | 0      | 0      | 0      | 0      | 2      | 1      | N/A    | N/A    | N/A    | N/A    | 5    | 1    |
| 2020－21     | 傑志         | 港超聯       | 17     | 3      | 0          | 0          | 0          | 0          | 0      | 0      | 0      | 0      | 7      | 8      | 6      | 1      | N/A    | N/A    | 30   | 12   |
| 2021－22     | 傑志         | 港超聯       | 4      | 1      | 0          | 0          | 0          | 0          | 0      | 0      | 1      | 0      | 7      | 2      | 4      | 0      | N/A    | N/A    | 16   | 3    |
| 總計（傑志） | 總計（傑志） | 總計（傑志） | 24     | 4      | 0          | 0          | 0          | 0          | 0      | 0      | 1      | 0      | 16     | 11     | 10     | 1      | N/A    | N/A    | 51   | 16   |

## 國際賽事紀錄
| 上陣次數 | 時間           | 地點                          | 對手     | 比數 | 賽事性質                                  | 入球(累計) |
| -------- | -------------- | ----------------------------- | -------- | ---- | ----------------------------------------- | ---------- |
| 1        | 2021年6月3日   | 巴林 穆哈拉格體育場           | 伊朗     | 1–3  | 2022年世界盃亞洲區外圍賽                  | 1 (1)      |
| 2        | 2021年6月12日  | 巴林 穆哈拉格體育場           | 伊拉克   | 0–1  | 2022年世界盃亞洲區外圍賽                  | 0 (1)      |
| 3        | 2021年6月16日  | 巴林 巴林國家體育場           | 巴林     | 0–4  | 2022年世界盃亞洲區外圍賽                  | 0 (1)      |
| 4        | 2022年6月1日   | 馬來西亞 武吉加里尔国家体育馆 | 马来西亚 | 0–2  | 國際友誼賽                                | 0 (1)      |
| 5        | 2022年6月8日   | 印度 鹽湖體育場               | 阿富汗   | 2–1  | 2023年亞洲盃外圍賽第三輪                  | 1 (2)      |
| 6        | 2022年6月11日  | 印度 鹽湖體育場               | 柬埔寨   | 3–0  | 2023年亞洲盃外圍賽第三輪                  | 1 (3)      |
| 7        | 2022年6月14日  | 印度 鹽湖體育場               | 印度     | 0–4  | 2023年亞洲盃外圍賽第三輪                  | 0 (3)      |
| 8        | 2022年7月19日  | 日本 茨城縣立鹿嶋足球場       | 日本     | 0–6  | 2022年東亞足球錦標賽                      | 0 (3)      |
| 9        | 2022年7月24日  | 日本 豐田體育場               |          | 0–3  | 2022年東亞足球錦標賽                      | 0 (3)      |
| 10       | 2022年7月27日  | 日本 豐田體育場               | 中國     | 0–1  | 2022年東亞足球錦標賽                      | 0 (3)      |
| 11       | 2023年3月23日  | 香港 旺角大球場               | 新加坡   | 1–1  | 國際友誼賽                                | 0 (3)      |
| 12       | 2023年6月15日  | 越南 沥斋体育场               | 越南     | 0–1  | 國際友誼賽                                | 0 (3)      |
| 13       | 2023年6月19日  | 香港 香港大球場               | 泰國     | 0–1  | 國際友誼賽                                | 0 (3)      |
| 14       | 2023年9月7日   | 柬埔寨 金邊國家奧林匹克體育場 | 柬埔寨   | 1–1  | 國際友誼賽                                | 0 (3)      |
| 15       | 2023年10月12日 | 香港 香港大球場               | 不丹     | 4–0  | 2026年國際足協世界盃外圍賽 – 亞洲區第一圈 | 0 (3)      |

## 榮譽
傑志
- 香港菁英盃冠軍（2019–20季度）
- 香港超級聯賽冠軍（2019–20、2020–21季度）

香港代表隊
- 省港盃冠軍（2019年）

### 個人
- 中甲年度最佳球員 : 2023[8]

## 球場以外
安永佳在香港不時有廣告拍攝及宣傳推廣的工作。

## 外部連結
- 香港足球總會網頁球員資料 （页面存档备份，存于）
- 舊金山大學球員資料 （页面存档备份，存于）